# لئو جورجی
لئو جورجی (انگلیسی: Leo Gregory؛ زادهٔ ۲۲ نوامبر ۱۹۷۸) هنرپیشه اهل انگلستان است.
از فیلم‌ها یا برنامه‌های تلویزیونی که وی در آن نقش داشته‌است می‌توان به تریستان و ایزولد، خیابان سبز، اکتان، و انتقام‌جو اشاره کرد.